# Chockov

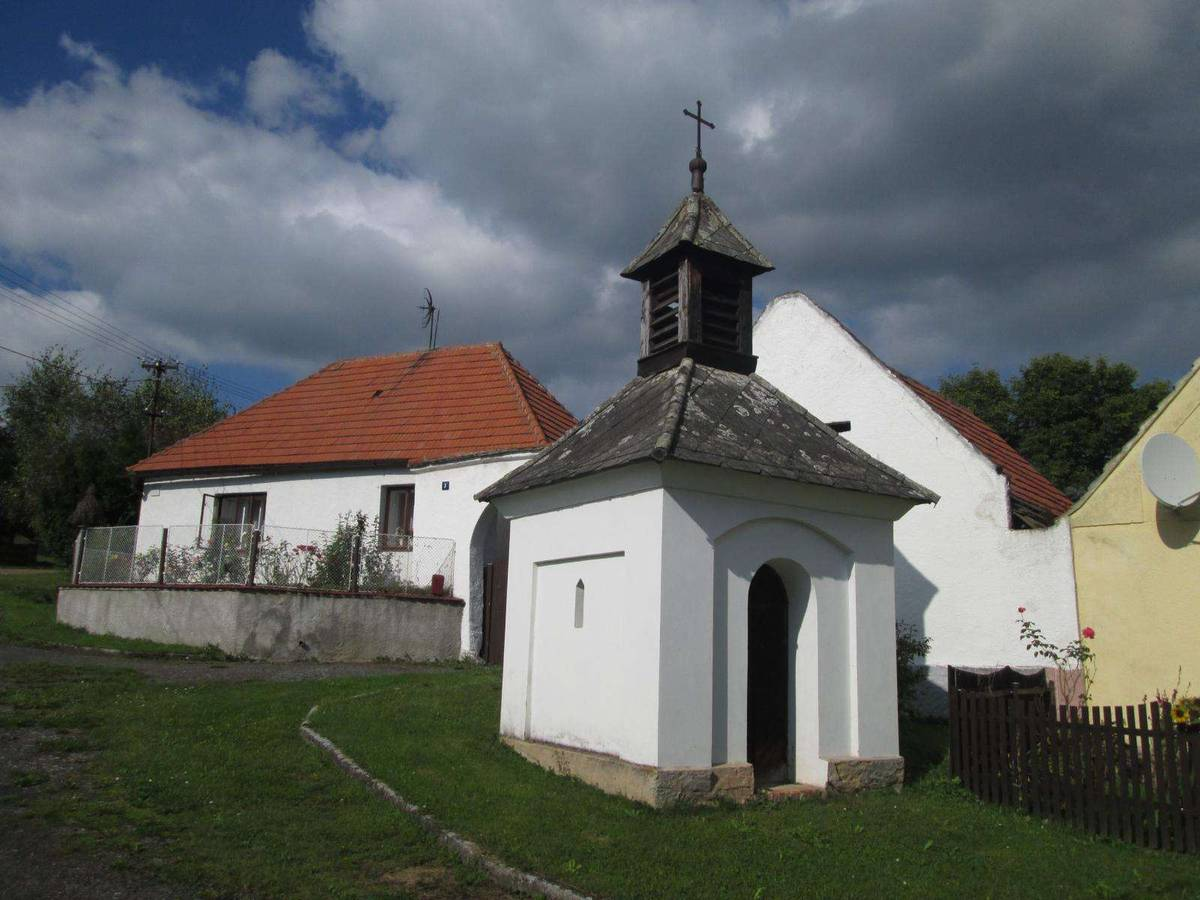
Kapelle auf dem Dorfplatz

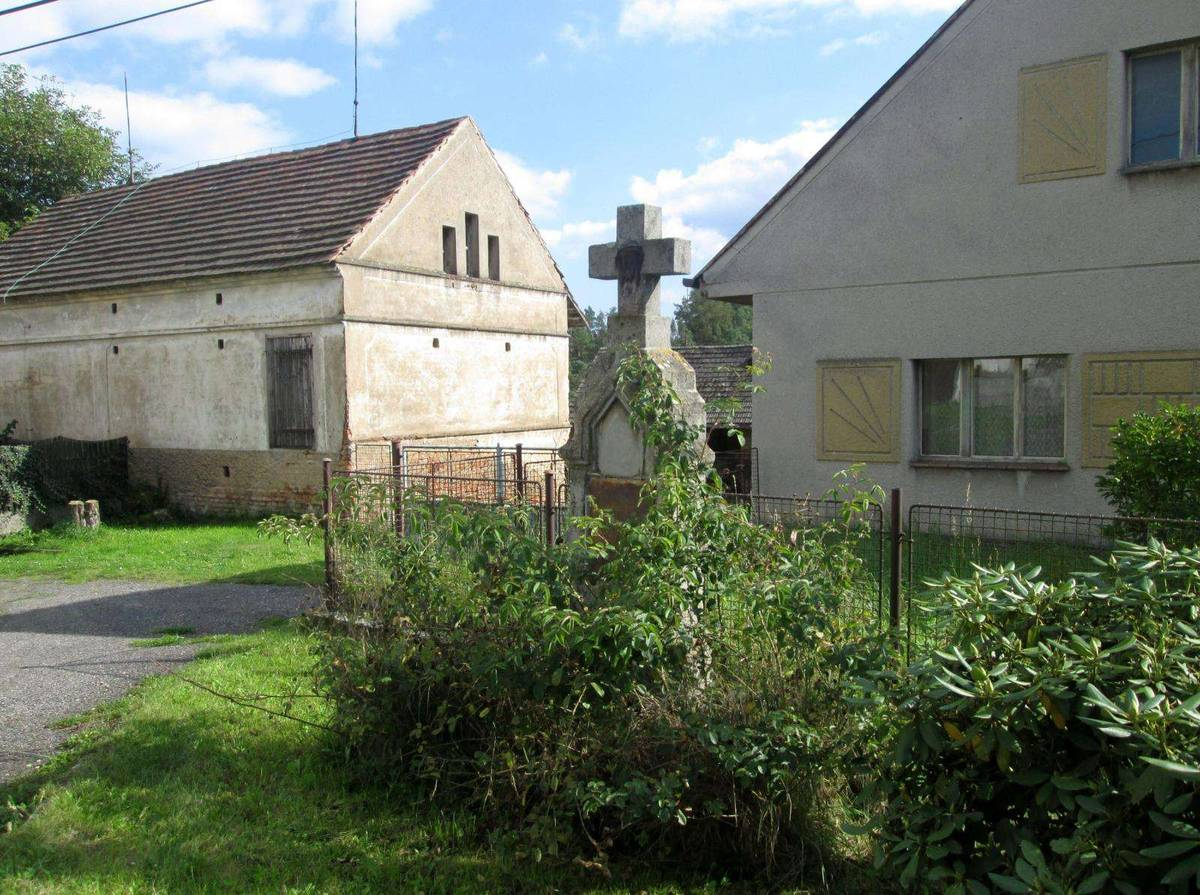
Kreuz auf dem Dorfplatz

Chockov (deutsch Kotzkow) ist ein Ortsteil der Gemeinde Lhotka u Radnic (Lhotka) in Tschechien. Er liegt fünf Kilometer nordwestlich von Radnice (Radnitz) und gehört zum Okres Rokycany.

## Geographie
Das Platzdorf Chockov befindet sich in einem linken Seitental des Radnický potok (Radnitzer Bach) im Radnitzer Hügelland (Radnická pahorkatina). Südwestlich erhebt sich der Na Mýti (432 m n.m.). Westlich des Dorfes verläuft die Staatsstraße II/232 zwischen Kozojedy und Břasy; dahinter liegt über dem Berounkatal die Ruine der Burg Libštejn. Gegen Norden und Westen erstreckt sich der Naturpark Berounka.
Nachbarorte sind Bujesily und Rakolusky im Norden, Nový Mlýn, Vrbatův Mlýn, Hřešihlavy, Kladruby und Vojenice im Nordosten, Svinná und Hlohovice im Osten, Mostiště, Čechurův Mlýn und Kamenec im Südosten, Lhotka u Radnic und Němčovice im Süden, Olešná, Žíkov und Čivice im Südwesten, Zavadilka, Obora, Koryta und Robčice im Westen sowie Horní Liblín im Nordwesten.

## Geschichte
Die erste schriftliche Erwähnung von Chockov erfolgte im Jahre 1115. Möglicherweise befand sich in dem Dorf der Stammsitz der Adelsfamilie Chotek von Chotkow und Wognin; Relikte einer Feste sind jedoch nicht vorhanden. Vermutlich im 14. Jahrhundert wurde das Dorf Teil der Herrschaft Liebstein. Zu den Besitzern der Herrschaft gehörte u. a. Wenzel Griespek von Griespach, dessen Güter nach der Schlacht am Weißen Berg 1620 konfisziert wurden. 1638 verkaufte die Böhmische Kammer die Herrschaft an Benjamin Fruhwein. Zu Beginn des 18. Jahrhunderts gehörte sie den Grafen von Stampach, danach dem Grafen Pius Montecuccoli, der sie 1725 an Alexander von Ledebour veräußerte. Im Jahre 1785 bestand Koczkow aus 11 Häusern. 1801 ging die Herrschaft Liblin durch Erbschaft an die Grafen von Wurmbrand-Stuppach über.
Im Jahre 1838 bestand das im Pilsner Kreis gelegene Dorf Kotzkow, auch Kotzow bzw. Kockow genannt, aus 12 Häusern mit 66 tschechischsprachigen Einwohnern. Pfarr- und Schulort war Liblin. Bis zur Mitte des 19. Jahrhunderts blieb Lhotka der Allodialherrschaft Liblin untertänig.
Nach der Aufhebung der Patrimonialherrschaften bildete Chockov / Kotzkow ab 1850 einen Ortsteil der Gemeinde Lhotka im Gerichtsbezirk Kralowitz. 1868 wurde Chockov dem Bezirk Kralowitz zugeordnet. Im Jahre 1869 bestand das Dorf aus 14 Häusern und hatte 96 Einwohner. Im Jahre 1900 hatte Chockov 106 Einwohner, 1910 waren es 110. 
Nach dem Ersten Weltkrieg zerfiel der Vielvölkerstaat Österreich-Ungarn, Chockov wurde 1918 Teil der neu gebildeten Tschechoslowakischen Republik. Beim Zensus von 1921 lebten in den 14 Häusern des Dorfes 92 Tschechen. In den 1920er Jahren löste sich Chockov von Lhotka los und bildete eine eigene Gemeinde. 
1930 lebten in den 14 Häusern von Chockov 72 Personen. Zwischen 1939 und 1945 gehörte Chockov zum Protektorat Böhmen und Mähren. Nach dem Ende des Zweiten Weltkrieges kam Chockov zur wiedererrichteten Tschechoslowakei zurück. 1949 wurde die Gemeinde in den Okres Rokycany überwiesen. 1950 lebten in den 14 Häusern von Chockov nur noch 48 Personen. 1960 erfolgte die erneute Eingemeindung nach Lhotka. Am 1. April 1980 wurde Chockov nach Radnice eingemeindet. Seit dem 24. November 1990 ist Chockov wieder Ortsteil der Gemeinde Lhotka u Radnic. Beim Zensus von 1991 lebten in den 12 Häusern von Chockov 20 Personen. 2011 bestand das Dorf aus 12 Wohnhäusern und hatte 7 Einwohner. 

## Ortsgliederung
Der Ortsteil Chockov bildet einen Katastralbezirk. Zu Chockov gehören die Einschichten Obora (Wobora) und Zavadilka (Zawadilka).

## Sehenswürdigkeiten
- Kapelle auf dem Dorfplatz
- Steinernes Kreuz auf dem Dorfplatz
- Burgruine Libštejn, westlich des Dorfes